# Mường Lát (xã)
Mường Lát là một xã thuộc tỉnh Thanh Hóa, Việt Nam.
Được thành lập ngày 16 tháng 6 năm 2025 trên cơ sở thị trấn Mường Lát – huyện lỵ của huyện Mường Lát, xã Mường Lát chính thức hoạt động từ ngày 1 tháng 7 năm 2025.

## Địa lý
Xã Mường Lát nằm ở vùng cao phía tây bắc tỉnh Thanh Hóa, có vị trí địa lý:
- Phía đông giáp xã Tam Chung
- Phía đông nam giáp các xã Pù Nhi, Nhi Sơn
- Phía tây nam giáp xã Quang Chiểu
- Phía bắc và phía tây giáp nước Lào.

Xã Mường Lát có diện tích tự nhiên 129,66 km², quy mô dân số năm 2024 là 7.089 người, mật độ dân số đạt 55 người/km².
Phía tây của xã, tại khu phố Tén Tằn có cửa khẩu Tén Tằn thông thương với Lào. Cửa khẩu cách trung tâm xã khoảng 14 km theo tuyến đường quốc lộ 15C. Đây cũng là điểm cuối của quốc lộ 15C bắt đầu từ Hồi Xuân với tổng chiều dài là 112,4 km.

## Lịch sử
Địa bàn hiện nay của xã Mường Lát đến năm 1984 thuộc xã Tam Chung, huyện Quan Hóa.
Ngày 14 tháng 12 năm 1984, Hội đồng Bộ trưởng ban hành Quyết định 163-HĐBT. Theo đó, chia xã Tam Chung thành hai xã Tam Chung và Tén Tằn:
- Xã Tam Chung gồm 5 chòm bản: Cân, Mường Lát, Nà Poọng, Poong, Pù Nghiêu.
- Xã Tén Tằn gồm 5 chòm bản: Chiên, Đoàn Kết, Na Khà, Tân Lập, Tén Tằn.

Xã Mường Lát hiện nay tương ứng với toàn bộ xã Tén Tằn cùng một phần xã Tam Chung vào thời điểm trên.
Ngày 18 tháng 11 năm 1996, các xã Tam Chung và Tén Tằn chuyển sang trực thuộc huyện Mường Lát mới thành lập. Huyện lỵ huyện Mường Lát được đặt tại xã Tam Chung.
Ngày 6 tháng 11 năm 2003, Chính phủ ban hành Nghị định số 131/2003/NĐ-CP (có hiệu lực từ ngày 25 tháng 11 cùng năm); thị trấn Mường Lát – huyện lỵ của huyện Mường Lát, được thành lập trên cơ sở điều chỉnh 850 ha diện tích tự nhiên và 2.850 người của xã Tam Chung.
Đến năm 2018, thị trấn Mường Lát có diện tích 9,54 km², dân số là 2.890 người, mật độ dân số đạt 303 người/km². Xã Tén Tằn có diện tích 120,12 km², dân số là 4.194 người, mật độ dân số đạt 35 người/km².
Ngày 16 tháng 10 năm 2019, Ủy ban Thường vụ Quốc hội ban hành Nghị quyết số 786/NQ-UBTVQH14 về việc sắp xếp các đơn vị hành chính cấp xã thuộc tỉnh Thanh Hóa (nghị quyết có hiệu lực từ ngày 1 tháng 12 năm 2019). Theo đó, sáp nhập toàn bộ diện tích và dân số của xã Tén Tằn vào thị trấn Mường Lát.
Ngày 16 tháng 6 năm 2025, huyện Mường Lát bị giải thể do bỏ cấp huyện; xã Mường Lát được thành lập theo Nghị quyết số 1686/NQ-UBTVQH15 của Ủy ban Thường vụ Quốc hội trên cơ sở sắp xếp toàn bộ diện tích tự nhiên và quy mô dân số của thị trấn Mường Lát. Xã này chính thức hoạt động từ ngày 1 tháng 7 năm 2025, là đơn vị hành chính trực thuộc tỉnh Thanh Hóa.

## Hành chính
Xã Mường Lát có 11 khu phố: I, II, III, IV, Buốn, Chiên Pục, Chiềng Cồng, Đoàn Kết, Na Khà, Piềng Mòn, Tén Tằn.